# Kenneth Bednarek
Kenneth "Kenny" Bednarek (* 14. Oktober 1998 in Tulsa, Oklahoma) ist ein US-amerikanischer Sprinter, der sich auf den 200-Meter-Lauf spezialisiert hat. Seine größten Erfolge feierte er mit dem Gewinn der Silbermedaille über 200 Meter bei den Olympischen Spielen 2020 und 2024 sowie den Weltmeisterschaften 2022.

## Sportliche Laufbahn
Erste Erfahrungen bei internationalen Meisterschaften sammelte Kenneth Bednarek im Jahr 2019, als er bei den Weltmeisterschaften in Doha mit 21,50 s in der ersten Runde über 200 Meter ausschied. 2021 siegte er in windunterstützten 19,65 s beim Miramar Invitational sowie anschließend in 19,93 s beim Ostrava Golden Spike. Er siegte in 20,33 s beim British Grand Prix sowie anschließend in 19,88 s bei der Doha Diamond League. Im August nahm er an den Olympischen Sommerspielen in Tokio teil und gewann dort in 19,68 s im Finale die Silbermedaille hinter dem Kanadier Andre De Grasse. Anschließend wurde er beim Prefontaine Classic in 19,80 s Zweiter und siegte dann in 19,65 s bei der Athletissima, ehe er beim Meeting de Paris mit 19,79 s auf Rang zwei gelangte. Er siegte auch bei Weltklasse Zürich in 19,70 s und sicherte sich damit die Gesamtwertung der Diamond League. Im Jahr darauf siegte er in 20,21 s beim Meeting International Mohammed VI d’Athlétisme de Rabat und anschließend gewann er bei den Weltmeisterschaften in Eugene in 19,77 s im Finale die Silbermedaille hinter seinem Landsmann Noah Lyles. 2023 wurde er bei der Doha Diamond League in 20,11 s Zweiter und belegte dann bei den Weltmeisterschaften in Budapest in 20,07 s im Finale den fünften Platz. Im September siegte er in 19,79 s beim Memorial Van Damme in Brüssel und wurde dann beim Prefontaine Classic in 19,95 s Zweiter. Im Jahr darauf siegte er in 9,91 s im 100-Meter-Lauf beim Kip Keino Classic und siegte anschließend mit der Staffel in 37,40 s bei den World Athletics Relays auf den Bahamas. Im Mai siegte er in 19,67 s über 200 Meter bei der Doha Diamond League sowie anschließend in 19,89 s beim Prefontaine Classic. Im August belegte er bei den Olympischen Sommerspielen in Paris in 9,88 s im Finale den siebten Platz über 100 Meter und gewann über  200 Meter in 19,62 s die Silbermedaille hinter dem Botswaner Letsile Tebogo. Zudem wurde er mit der Staffel im Finale disqualifiziert.

## Persönliche Bestzeiten
- 100 Meter: 9,87 s (+0,4 m/s), 23. Juni 2024 in Eugene
- 200 Meter: 19,59 s (+0,5 m/s), 29. Juni 2024 in Eugene
  - 200 Meter (Halle): 20,30 s, 2. Februar 2019 in Lincoln